# Neujahrskonzert der Wiener Philharmoniker 2012
Das Neujahrskonzert der Wiener Philharmoniker 2012 war das 72. Neujahrskonzert der Wiener Philharmoniker und fand am 1. Jänner 2012 im Wiener Musikverein statt. Dirigiert wurde es zum zweiten Mal von Mariss Jansons, welcher das Konzert zuvor 2006 geleitet hatte.

## Besonderheiten
In diesem Jahr standen insgesamt sechs Kompositionen auf dem Programm, die nie zuvor im Neujahrskonzert gespielt wurden, darunter zwei Werke von Peter Tschaikowsky. Der Blumenschmuck für das Neujahrskonzert war auch 2012, wie bereits seit 1980 ein Geschenk der italienischen Stadt Sanremo.

## Ballett

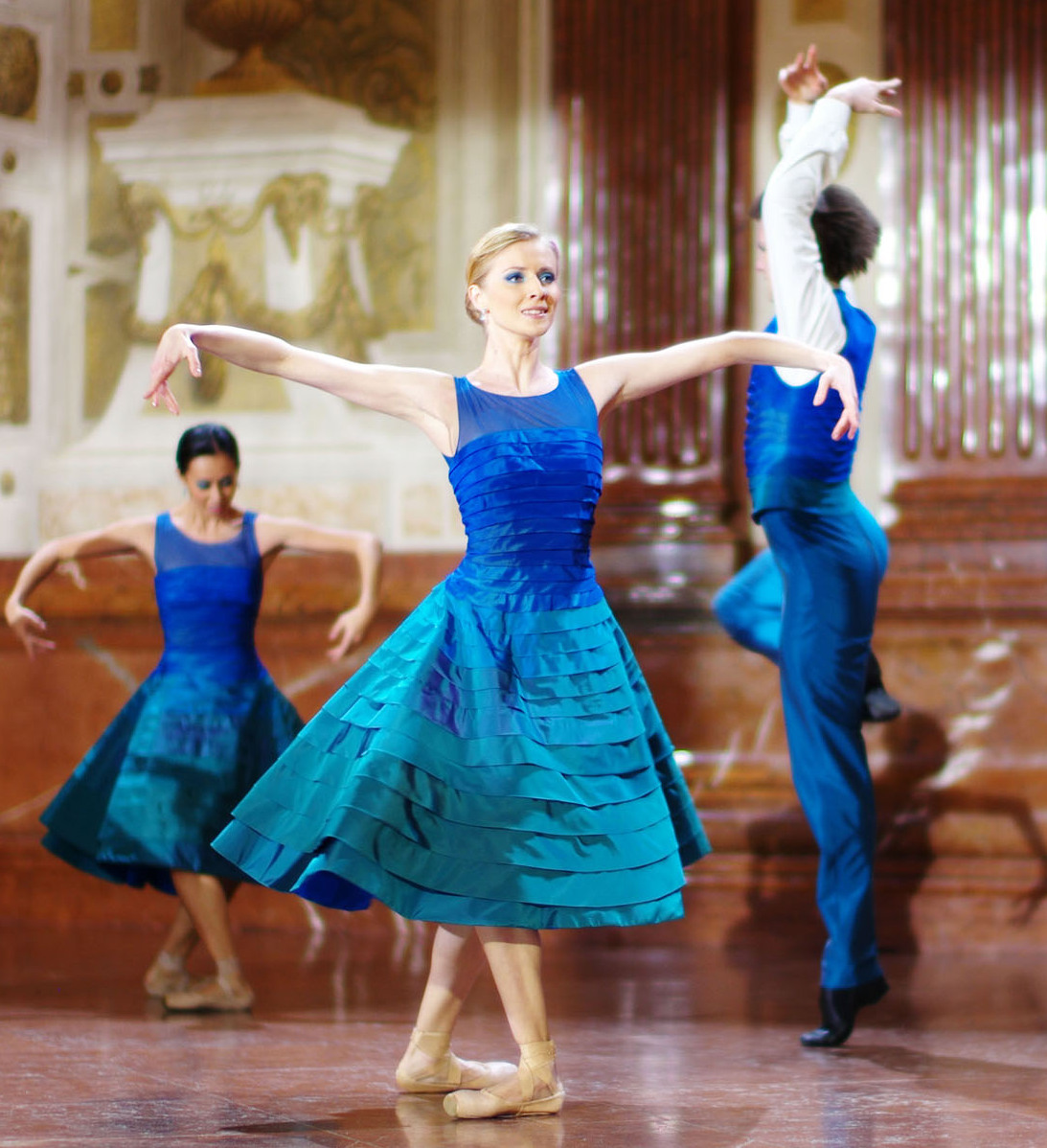
Olga Esina bei den Proben für das Neujahrskonzert 2012

Die traditionelle Balletteinlage des Neujahrskonzerts wurde live im Oberen Schloss Belvedere getanzt, für die Choreographie zeichnete der Italiener Davide Bombana in seinem Debüt verantwortlich: Auf dem Programm standen der Walzer „Freuet Euch des Lebens“, der traditionelle Donauwalzer von Johann Strauß (Sohn) sowie die Polka Mazur „Brennende Liebe“ von Josef Strauss. Erstmals konnte das Ballett in den Ausstellungsräumen des Belvedere und damit unter anderem vor Werken von Gustav Klimt tanzen, dessen „Der Kuss“ Bombana auch in seine Choreographie einbezog und davon ausgehend einen Pas de deux entwickelte. Als Tänzer waren Mitglieder des Wiener Staatsballetts, darunter Olga Esina, Roman Lazik, Maria Yakovleva und Kirill Kourlaev zu sehen.

## Pausenfilm
Der Pausenfilm trug den Titel „Musik liegt in der Luft“, Regisseur war Werner Boote. Auf Wiener Plätzen schwebten Menschen durch die Luft, die musikalische Untermalung lieferten „The Philharmonics“, die großteils aus den Reihen der Wiener Philharmoniker stammten. Die Bandbreite der eingespielten musikalischen Werke reichte von Claude Debussy bis Chick Corea. Boote sagte dazu: „Die Stadt Wien ist schön und ihre Musik ist schön – so schön, dass es die Menschen abhebt und sie fliegen!“ Die Herausforderung für ihn sei gewesen, „alles andere als einen Bildschirmschoner zu produzieren, sondern einen Film, der ein Augen- und Ohrengenuss ist und mit Überraschungen punktet“. Die Dreharbeiten in Wien seien kein leichtes Unterfangen gewesen, denn Drehgenehmigungen für einen 60-Tonnen- bzw. 60-Meter-Kran zu bekommen, war schwierig und am Stephansplatz zum Beispiel durfte dieser nicht aufgestellt werden.

## Fernsehübertragung
Das Neujahrskonzert 2012 wurde in Radio und Fernsehen weltweit übertragen. Die Bildregie führte Karina Fiebich.

## Aufnahmen
Die Aufnahme des Konzertes zählte in Österreich zu den meistverkauften Alben des Jahres 2012.

## Programm

### 1. Teil
- Johann Strauss (Sohn) und Josef Strauss: Vaterländischer Marsch, o. op.*
- Johann Strauss (Sohn): Rathhaus-Ball-Tänze, Walzer, op. 438*
- Johann Strauss (Sohn): Entweder – oder! Polka schnell, op. 403*
- Johann Strauss (Sohn): Tritsch-Tratsch, Polka schnell**, op. 214 (Bearbeitung: G. Wirth) – gesungen von den Wiener Sängerknaben
- Carl Michael Ziehrer: Wiener Bürger, Walzer, op. 419
- Johann Strauß (Sohn): Albion-Polka, op. 102
- Josef Strauss: Jokey-Polka (schnell), op. 278

### 2. Teil
- Joseph Hellmesberger junior: Danse diabolique („Teufelstanz“)
- Josef Strauss: Künstler-Gruß. Polka française, op. 274
- Johann Strauß (Sohn): Freuet euch des Lebens, Walzer, op. 340
- Johann Strauss (Vater): Sperl-Galopp, op. 42
- Hans Christian Lumbye: København Jernbane Damp Galop (Kopenhagener Eisenbahn-Dampf-Galopp)*
- Josef Strauss: Feuerfest. Polka française, op. 269 (Bearbeitung: G. Wirth) – gesungen von den Wiener Sängerknaben
- Eduard Strauß: Carmen-Quadrille, op. 134
- Peter Tschaikowsky: Panorama aus dem Ballett Dornröschen, op. 66*
- Peter Tschaikowsky: Walzer aus dem Ballett Dornröschen, op. 66a*
- Johann Strauss (Sohn) und Josef Strauss: Pizzicato-Polka
- Johann Strauß (Sohn): Persischer Marsch, op. 289
- Josef Strauss: Brennende Liebe. Polka française, op. 129
- Josef Strauss: Delirien. Walzer, op. 212
- Johann Strauss (Sohn): Unter Donner und Blitz, Polka schnell, op. 324

### Zugaben
- Johann Strauss (Sohn): Tik-tak, Polka schnell, op. 365
- Johann Strauss (Sohn): An der schönen blauen Donau, Walzer, op. 314
- Johann Strauss (Vater): Radetzky-Marsch, op. 228

Werkliste und Reihenfolge sind der Website der Wiener Philharmoniker entnommen.
 Mit * gekennzeichnete Werke standen erstmals in einem Programm eines Neujahrskonzertes.
** Die Tritsch-Tratsch-Polka ist keine Polka schnell (Schnellpolka) im eigentlichen Sinn, diese Bezeichnung wird von Johann Strauss (Sohn) erst ab op. 281 (Vergnügungszug (Polka schnell)) gebraucht.